# Maizières (Calvados)
Maizières è un comune francese di 466 abitanti situato nel dipartimento del Calvados nella regione della Normandia.

## Società

### Evoluzione demografica
Abitanti censiti